# Олигодактилия
Олигодактилия (с др.-греч. — «oligos» — «несколько» и «δάκτυλος» — «палец») — порок развития, выраженный наличием менее пяти пальцев на руке или ноге. Заболевание довольно часто неправильно называют гиподактилией, но греческие приставки гипо и гипер используются для непрерывных шкал (например, при гипогликемии и гипертермии).
Олигодактилия часто встречается у северных народов Зимбабве.